# Eucereon boreale
Eucereon boreale là một loài bướm đêm thuộc phân họ Arctiinae, họ Erebidae.